# Norma de Freycinet
La norma Freycinet (francès: gabarit Freycinet) és una norma que regeix les dimensions de les rescloses. Fou creada el 5 d'agost 1879 per Charles de Freycinet, aleshores primer ministre de França.
Aquesta llei va decretar les mides mínimes de les rescloses (i per extensió per a les embarcacions, els canals i els rius navegables). Imposava una llargada de 39 m, una amplada de 5,2 m i una profunditat de 2,2 m com a mínims, de tal manera que embarcacions de 300 a 350 tones podien passar.
Les barques (xalanes o (francès) péniches) que es van construir de conformitat amb aquesta norma no podien superar una llargada de 38,5m, una amplada de 5,05m i un calat de 1,8m. Aquesta norma correspon a la classe I CEMT de la classificació europea de les vies navegables proposada per a la CEMT o la Conferència europea dels ministres del transport.
El 2001, 5800 km de les vies navegables franceses corresponien a aquesta norma.
| Norma Freycinet (gabarit Freycinet) Classe I | Norma Freycinet (gabarit Freycinet) Classe I | Norma Freycinet (gabarit Freycinet) Classe I | Norma Freycinet (gabarit Freycinet) Classe I | Norma Freycinet (gabarit Freycinet) Classe I |
|                                              | capacitat                                    | llargada                                     | amplada                                      |                                              |
| -------------------------------------------- | -------------------------------------------- | -------------------------------------------- | -------------------------------------------- | -------------------------------------------- |
| resclosa                                     | —                                            | 39,00 m                                      | 5,20 m                                       | profunditat: 2.20 m                          |
| barca                                        | 300 tones                                    | 38,50 m                                      | 5,05 m                                       | calat: 1,80 m                                |
| pont                                         | —                                            | —                                            | —                                            | alçària lliure: 3,70 m                       |